# قلة لوط (آبجدان)
قلة لوط (بالفارسية: قلعه لوت) هي منطقة سكنية تقع في إيران في قسم آبجدان الريفي. يقدر عدد سكانها بـ 126 نسمة بحسب إحصاء 2016.